# Corynabutilon bicolor
Corynabutilon bicolor là một loài thực vật có hoa trong họ Cẩm quỳ. Loài này được (Phil. ex K.Schum.) Kearney mô tả khoa học đầu tiên năm 1949.